# Brad Whitford
Bradley Ernest Whitford, detto Brad (Reading, 23 febbraio 1952), è un musicista e chitarrista statunitense.
Fa parte del gruppo hard rock statunitense degli Aerosmith.

## Biografia
Brad inizia a suonare la tromba nella sua scuola a Norwell, ma abbandona perché l'insegnante gliela sbatteva in testa quando sbagliava. Un giorno gli regalarono una Winston Electric e così iniziò a suonare la chitarra. Mentre veniva accettato al Berklee College, Joe Perry lo trovò per caso nella band Justin Tyme mentre cercava un sostituto per Ray Tabano. Entra negli Aerosmith nel 1971. Il suo stile è completamente diverso da quello di Joe, così pulito, ma messo insieme alla chitarra di Joe l'effetto è stupefacente. Rimane nella band fino al 1981, quando si unisce a Derek St. Holmes per dare vita ad un progetto che dura lo spazio di un album. Dopo essere entrato brevemente nel gruppo dell'altro ex-Aerosmith Joe Perry, i due fanno ritorno negli Aerosmith. Whitford è coautore con Steven Tyler di tre classici della storia della band, quali: Round and Round (1975), Last Child (1976) e Nobody's Fault (1976); suona, invece, come primo chitarrista in Back In The Saddle.

## Altri interessi
Brad è anche un pilota di auto da rally.

## Famiglia
Brad è il secondogenito dei tre figli di Russel, un professore, e Joyce Whitford. Ha un fratello cinque anni più grande di nome Donald e uno di cinque in meno, Kevin. Nel 1976 si è sposato con Lori Philips, dalla quale ha poi divorziato nel 1978. Nel 1980 si sposa con Karen Lesser, lasciata nel 2005 per un'altra donna ancora, Kim.
Ha quattro figli: Zack (nato nell'82), Graham (1991), Harrison (1995) e Aidan (2005).

## Discografia

### Con gli Aerosmith

#### Album studio
- 1973 - "Aerosmith"
- 1974 - "Get Your Wings"
- 1975 - "Toys in the Attic"
- 1976 - "Rocks"
- 1977 - "Draw the Line"
- 1979 - "Night in the Ruts"
- 1985 - "Done with Mirrors"
- 1987 - "Permanent Vacation"
- 1989 - "Pump"
- 1993 - "Get a Grip"
- 1997 - "Nine Lives"
- 2001 - "Just Push Play"
- 2004 - "Honkin' on Bobo"
- 2012 - "Music from Another Dimension!"

#### Live
- 1978 - "Live! Bootleg"
- 1986 - "Classics Live! I"
- 1987 - "Classics Live! II"
- 1998 - "A Little South of Sanity"
- 2004 - "You Gotta Move"
- 2005 - "Rockin' the Joint"

### Come Whitford/St. Holmes
- 1981 - "Whitford/St. Holmes"

### Partecipazioni
- The Neighborhoods - The Neighborhoods (1991)
- 1994 - 1994 (2005)